# آبشار کئرنیس
آبشار کئرنیس (به انگلیسی: Kearneys Falls) آبشاری است که در کوئینزلند، استرالیا واقع شده و ارتفاع کلی ریزشگاه آن ۱۲ متر است.